# 王亚璋
王亚璋（1902年—1990年2月14日），曾用名王志渊、王芝宇。浙江省舟山定海人。中华人民共和国革命家。李炳祥妻子。

## 生平
王亚璋毕业于宁波女子师范学校，回到定海县立女子小学任教，期间，参加要求收回胶济铁路等爱国运动。1924年，她进入上海大学读书，由杨之华动员到杨树浦工人夜校任教，投身工人运动。1925年5月31日，王亚璋当选为上海市总工会委员，在五卅运动中，她积极上街演讲，组织工人保卫工厂，期间加入中国共产党。10月起，亚璋担任中共杨树浦支部委员。1926年春，他出席在广州召开的全国劳动大会，回到上海后，参与组织领导纪念五卅运动一周年活动。
1927年1月，王亚璋调回汉口，继续从事女工运动。4月，出席中国共产党第五次全国代表大会，当选为候补中央委员。四一二政变后，亚璋被列入南京政府中央四一九通缉令中首批通缉的共产党员和跨党分子197人的名单中。经周恩来安排，王亚璋随丈夫李炳祥转移至菲律宾的家里。王亚璋到马尼拉后，改名王芝宇，在华侨第一女子小学任语文教员，提议校长充实图书馆藏书并建议教员读报、向学生作时事报告。30年代起，她针对日军入侵东北、上海、华北的行径，由女子小学出面，开展抗日救国宣传活动。
抗日战争全面爆发后，菲律宾华侨纷纷参加抗日行列。成立中国妇女慰劳前线抗日将士慰劳会菲律宾华侨分会时，王亚璋当选为分会委员兼任组织部副主任，募捐（包括为新四军筹款）和组织华侨妇女制作救护物资，寄回中国抗战前线。1941年底日军入侵菲律宾后，她多次组织华侨代表到农村慰劳菲华侨抗日游击队。1944年11月，她前往中吕宋岛参加华侨抗日游击队，做好日军俘虏的教育工作。二次大战结束后，她回到马尼拉从事华侨中上层妇女工作。
1949年初，王亚璋经香港回到北京，在中共中央机关工作。11月，作为中国妇女代表团团员出席在北京召开的亚澳妇女代表大会。1951年4月，调任中共中央对外联络部美澳组任研究员。1953年任中共中央对外联络部机关学校校长。1957年，在中共中央对外联络部党委办公室从事组织工作。后来，她担任中共中央对外联络部研究员、机关学校校长等职。1982年底，王亚璋离休。1990年2月14日，在北京逝世，终年88岁。